# Schmiedestraße (Rostock)
Die ehemalige Schmiedestraße in Rostock stellt den heutigen östlichen Abschnitt der Langen Straße zwischen der Lagerstraße und dem Burgwall dar. Sie war Teil der einstigen Rostocker Mittelstadt.

## Geschichte
Die Schmiedestraße, die nicht mit der Altschmiedestraße in der historischen Rostocker Altstadt verwechselt werden darf, verband die geschichtliche Lange Straße im Westen mit der heute ebenfalls nicht mehr vorhandenen Gasse Bei der Marienkirche, die sich nördlich und östlich der Marienkirche befand. Der nördliche Abschnitt dieser Gasse ist ebenfalls Teil der heutigen Langen Straße.
Die Schmiedestraße, die sich nordwestlich der Marienkirche befand, wurde 1357 als platea fabrorum zum ersten Mal erwähnt. Sie trug ihren Namen völlig zu Recht, da die Bewohner der Schmiedestraße als Metallverarbeiter jeglicher Spezialisierung überliefert sind.
Die Bebauung der Schmiedestraße bestand je zur Hälfte aus Giebelhäusern und Buden.
Während des Vier-Nächte-Bombardements der britischen Luftwaffe wurde die Schmiedestraße völlig zerstört. Im Zuge des Wiederaufbaus der Langen Straße als sozialistische Magistrale bezog man die Schmiedestraße, wie auch die Gasse Bei der Marienkirche, in diesen Komplex ein.
Nur noch der Verlauf der Schmiedstraße, nicht aber ihre Bebauung und ihr Name, hat sich erhalten.
Koordinaten: 54° 5′ 23,9″ N, 12° 8′ 15,4″ O